# 分散式演算法
分散式演算法（英語：Distributed algorithm），一種演算法類型。為分散式計算而設計，它運行在一群相互連結的處理器所構成的計算機硬體平台上。分散式演算法以並行方式執行，是平行演算法下的子類別。因為同時運行在不同處理器上，對演算法其他部份運行情況的資訊所知有限，使得這類型的演算法較為困難。